# Жемчужноглазовые
Жемчужноглазовые (лат. Scopelarchidae) — небольшое семейство рыб отряда аулопообразных (Aulopiformes), включающее 4 рода и 18 видов морских рыб — активных хищников-ихтиофагов и макрозоопланктофагов, населяющих пелагиаль от поверхности до глубины 2500 м.
Как правило, небольшие рыбки, обычно не более 4—15 см в длину, изредка — до 23 см, и лишь у антарктического вида Benthalbella elongata длина тела достигает максимального значения в семействе — 35 см. Все виды — синхронные гермафродиты.
Распространены в тропических и умеренно-тёплых водах трёх океанов — Атлантическом, Индийском и Тихом океанах, два вида известны из Южного океана. Отсутствуют в Красном и Средиземном морях, в заливах и прибрежных водах, очень редки в шельфовых водах. Молодь держится в верхних слоях пелагиали, взрослые рыбы — типичные жители более нижних горизонтов глубоководной зоны — мезо- и батипелагиали, наиболее многочисленные на глубинах от 500 до 1000 м.

## Общая характеристика семейства
Тело вытянутое, средней высоты, сжатое с боков, полностью покрыто легко облетающей циклоидной чешуёй. Голова большая. Глаза крупные, телескопические, направленные вверх или немного назад. Рот большой, с крепкими зубами на челюстях; конец верхней челюсти достигает заднего края глаза. Сильные крючковидные зубы присутствуют на языке. Спинной плавник с 5—10 мягкими лучами, в анальном плавнике обычно 17—27 (иногда до 39) мягких лучей. В грудном плавнике 18—28 лучей; имеется 2 задних клейтрума. Есть жировой плавник. В боковой линии 40—65 чешуй. Плавательный пузырь отсутствует. Позвонков 40—65.

### Строение глаза
Глаза у жемчужноглазовых, как и у некоторых других глубоководных рыб, телескопические. Подобное строение глаза позволяет рыбам видеть почти в полной темноте дисфотической зоны (сумеречной зоны) океана. Кроме того, у жемчужноглазовых имеется совершенно уникальный среди рыб «жемчужный орган», внешне представляющий собой белое пятно на поверхности глаза. «Жемчужный орган» помогает улавливать самый минимальный боковой свет, исходящий из зоны, недоступной для обычного обзора: будучи связанным со вторичной сетчаткой глаза эта, не имеющая аналогов у других рыб, структура позволяет рыбам заметно расширить сектор обычного поля зрения.

## Виды
В роде Benthalbella насчитывается 5 видов, в роде Rosenblattichthys — 4 вида, в роде Scopelarchoides — 5 видов и в роде жемчужноглазов (Scopelarchus) — 4 вида:
- Benthalbella
  - Benthalbella dentata (Chapman, 1939)
  - Benthalbella elongata (Norman, 1937)
  - Benthalbella infans Zugmayer, 1911
  - Benthalbella linguidens (Mead et Böhlke, 1953)
  - Benthalbella macropinna Bussing et Bussing, 1966
- Rosenblattichthys
  - Rosenblattichthys alatus (Fourmanoir, 1970)
  - Rosenblattichthys hubbsi Johnson, 1974
  - Rosenblattichthys nemotoi Okiyama et Johnson, 1986
  - Rosenblattichthys volucris (Rofen, 1966)
- Scopelarchoides
  - Scopelarchoides climax Johnson, 1974
  - Scopelarchoides danae Johnson, 1974
  - Scopelarchoides kreffti Johnson, 1972
  - Scopelarchoides nicholsi Parr, 1929
  - Scopelarchoides signifer Johnson, 1974
- Scopelarchus
  - Scopelarchus analis (Brauer, 1902)
  - Scopelarchus guentheri Alcock, 1896
  - Scopelarchus michaelsarsi Koefoed, 1955
  - Scopelarchus stephensi Johnson, 1974